# Ga Hirama
Ga Hirama (平間駅 (Bình Gian Dịch) Hirama-eki) là một ga thuộc Tuyến Nambu nằm ở Nakahara-ku, Kawasaki, tỉnh Kanagawa, Nhật Bản, được vận hành bởi Công ty Đường sắt Đông Nhật Bản (JR East).

## Các tuyến
Ga chỉ phục vụ cho duy nhất tuyến Nambu giữa Kawasaki và Tachikawa, cách điểm cuối phía Nam của tuyến (tại Kawasaki) 5,3 km.

## Bố trí sàn chờ
Ga Hirama có hai sàn chờ, bao lấy ở giữa là ray đôi hai chiều của tuyến Nambu, kết nối với nhau bằng hai cầu đi bộ nằm trong ga, một có bậc thang thông thường, một có thang máy.

### Sàn chờ
| 1 | ■ Tuyến Nambu | hướng Kawasaki                                                    |
| 2 | ■ Tuyến Nambu | hướng Musashi-Kosugi, Musashi-Mizonokuchi, Noborito, và Tachikawa |

### Cơ sở vật chất khác
- Ki ốt báo, tạp chí
- Khu vệ sinh

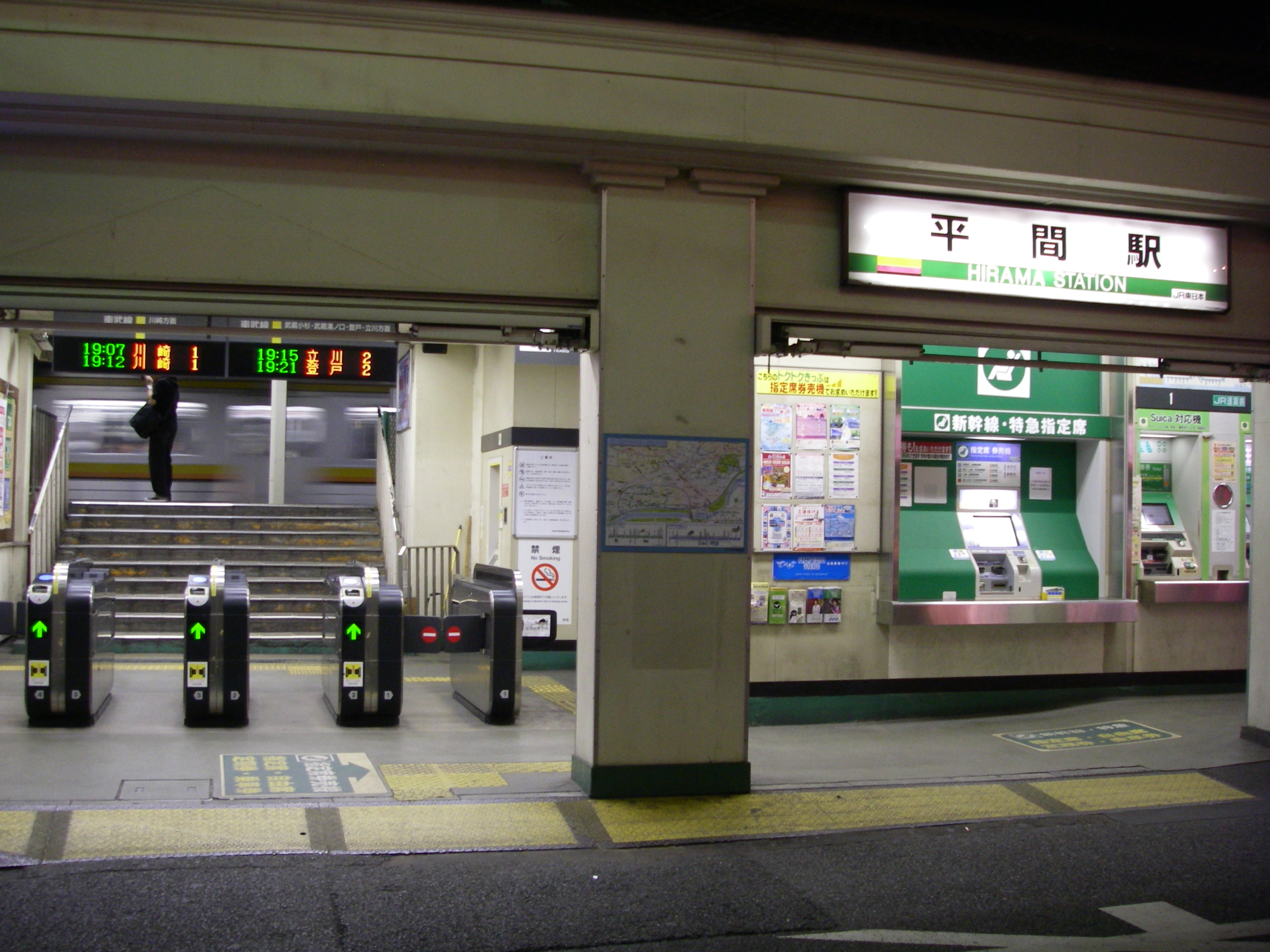
Mặt tiền - cửa ra vào duy nhất của ga tháng 10 năm 2008
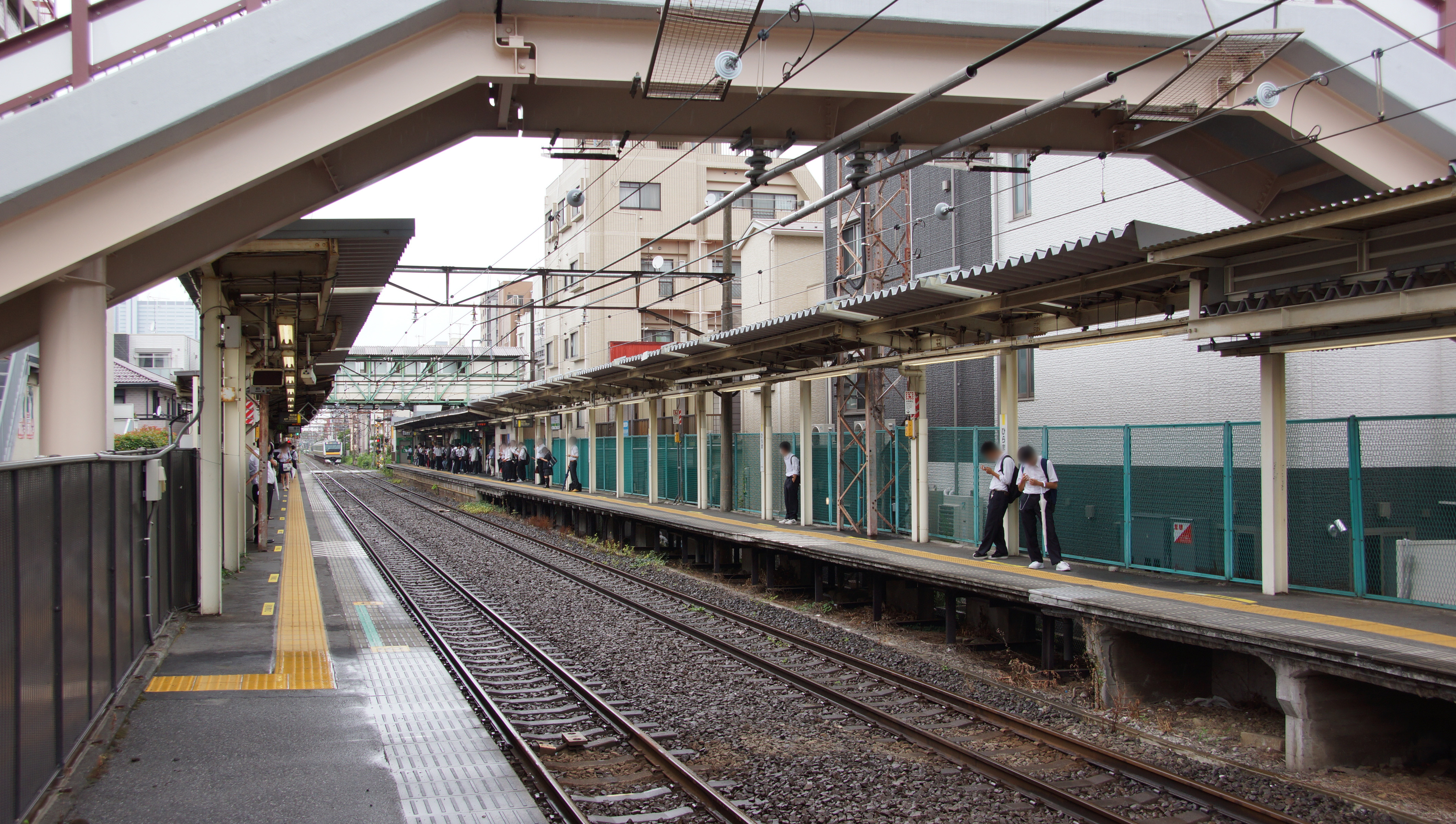
Hai sàn chờ của ga tháng 6 năm 2017

## Các ga liền kề
| «                        | «           | Dịch vụ     | »           | »           |
| Tuyến Nambu              | Tuyến Nambu | Tuyến Nambu | Tuyến Nambu | Tuyến Nambu |
| ------------------------ | ----------- | ----------- | ----------- | ----------- |
| tàu tốc hành: không dừng |             |             |             |             |
| Kashimada                |             | Local       |             | Mukaigawara |

## Lịch sử
Ga Hirama được mở phục vụ Đường sắt Nambu từ 9 tháng 3 năm 1927. Sau đó, Đường sắt Nambu bị quốc hữu hóa vào 1 tháng 4 năm 1944, và ga được quản lý bởi Công ty Đường sắt Quốc gia Nhật Bản (JNR). JNR lại bị tư nhân hóa vào 1 tháng 4 năm 1987, ga Hirama chịu sự quản lý từ mạng lưới JR East.

## Thống kê hành khách
Trong năm tài khóa 2015, ga phục vụ trung bình 14.509 khách hàng ngày (chỉ tính số khách lên tàu).

## Khu vực chung quanh
- National Route 409
- Trường Trung học Tachibana